# Royston (Yorkshire du Sud)
Pour les articles homonymes, voir Royston.
Royston est un village du Yorkshire du Sud, en Angleterre.